# Rolbing
Rolbing – miejscowość i gmina we Francji, w regionie Grand Est, w departamencie Mozela.
Według danych na rok 1990 gminę zamieszkiwały 264 osoby, a gęstość zaludnienia wynosiła 44 osoby/km² (wśród 2335 gmin Lotaryngii Rolbing plasuje się na 784. miejscu pod względem liczby ludności, natomiast pod względem powierzchni na miejscu 923.).